# Reza Ghasemi
Reza Ghasemi (ur. 24 lipca 1987) – irański lekkoatleta specjalizujący się w biegach sprinterskich.
W 2010 najpierw został halowym wicemistrzem Azji w biegu na 60 metrów, a kilka tygodni później dotarł do półfinału halowych mistrzostw świata. Bez większych sukcesów startował w 2011 podczas mistrzostw Azji oraz na uniwersjadzie. W lutym 2012 sięgnął w Hangzhou po złoto halowych mistrzostw Azji. W 2013 zdobył złoto i brąz na igrzyskach solidarności islamskiej w Palembangu. Brązowy medalista halowych mistrzostw Azji (2014). W 2015 zdobył brązowy medal azjatyckiego czempionatu w Wuhanie oraz sięgnął po srebro światowych wojskowych igrzysk sportowych. Wielokrotny mistrz i rekordzista Iranu.

## Osiągnięcia
| Rok  | Impreza                             | Miejsce        | Konkurencja        | Lokata     | Rezultat |
| ---- | ----------------------------------- | -------------- | ------------------ | ---------- | -------- |
| 2010 | Halowe mistrzostwa Azji             | Teheran        | bieg na 60 m       | 2. miejsce | 6,67     |
| 2010 | Halowe mistrzostwa świata           | Doha           | bieg na 60 m       | półfinał   | 6,80     |
| 2011 | Mistrzostwa Azji                    | Kobe           | bieg na 100 m      | półfinał   | 10,64    |
| 2011 | Uniwersjada                         | Shenzhen       | bieg na 100 m      | półfinał   | 10,39    |
| 2011 | Uniwersjada                         | Shenzhen       | bieg na 200 m      | 6. miejsce | 20,88    |
| 2012 | Halowe mistrzostwa Azji             | Hangzhou       | bieg na 60 m       | 1. miejsce | 6,68     |
| 2012 | Halowe mistrzostwa świata           | Stambuł        | bieg na 60 m       | półfinał   | 6,79     |
| 2012 | Igrzyska olimpijskie                | Londyn         | bieg na 100 m      | eliminacje | 10,31    |
| 2012 | Mistrzostwa Azji Zachodniej         | Dubaj          | bieg na 100 m      | 2. miejsce | 10,43    |
| 2012 | Mistrzostwa Azji Zachodniej         | Dubaj          | bieg na 200 m      | 1. miejsce | 21,04    |
| 2013 | Mistrzostwa Azji                    | Pune           | bieg na 100 m      | 4. miejsce | 10,37    |
| 2013 | Mistrzostwa Azji                    | Pune           | bieg na 200 m      | 4. miejsce | 20,98    |
| 2013 | Mistrzostwa świata                  | Moskwa         | bieg na 100 m      | eliminacje | 10,46    |
| 2013 | Igrzyska solidarności islamskiej    | Palembang      | bieg na 100 m      | 1. miejsce | 10,29    |
| 2013 | Igrzyska solidarności islamskiej    | Palembang      | bieg na 200 m      | 3. miejsce | 20,96    |
| 2014 | Halowe mistrzostwa Azji             | Hangzhou       | bieg na 60 m       | 3. miejsce | 6,68     |
| 2014 | Halowe mistrzostwa świata           | Sopot          | bieg na 60 m       | półfinał   | 6,62     |
| 2014 | Igrzyska azjatyckie                 | Inczon         | bieg na 100 m      | 5. miejsce | 10,25    |
| 2015 | Mistrzostwa Azji                    | Wuhan          | bieg na 100 m      | 3. miejsce | 10,19    |
| 2015 | Mistrzostwa Azji                    | Wuhan          | bieg na 200 m      | 6. miejsce | 21,08    |
| 2015 | Mistrzostwa świata                  | Pekin          | bieg na 100 m      | eliminacje | 10,25    |
| 2015 | Światowe wojskowe igrzyska sportowe | Mungyeong      | bieg na 100 m      | 2. miejsce | 10,18    |
| 2016 | Halowe mistrzostwa Azji             | Doha           | bieg na 60 m       | 2. miejsce | 6,66     |
| 2016 | Halowe mistrzostwa Azji             | Doha           | sztafeta 4 × 400 m | 2. miejsce | 3:11,86  |
| 2016 | Igrzyska olimpijskie                | Rio de Janeiro | bieg na 100 m      | eliminacje | 10,47    |

## Rekordy życiowe
- bieg na 60 metrów (hala) – 6,58 (7 marca 2014, Sopot)
- bieg na 100 metrów – 10,12 (25 lipca 2015, Ałmaty)
- bieg na 200 metrów – 20,68 (26 lipca 2015, Ałmaty)